# Jorge de Oldemburgo
Pedro Federico Jorge de Oldemburgo (Oldemburgo, 9 de mayo de 1784-Tver, 27 de diciembre de 1812) fue el hijo menor del duque Pedro I de Oldemburgo y su esposa, Federica de Wurtemberg, hija del duque Federico II Eugenio de Wurtemberg. Era yerno del zar Pablo I de Rusia a través del matrimonio con su hija, Catalina Pávlovna Románova. En Rusia se le conoció como príncipe Georgy Petrovich Oldenburgsky.

## Biografía
Jorge tenía un hermano mayor, Augusto de Oldemburgo, un año mayor que él. En 1785, cuando Jorge tenía un año de edad, su madre murió de parto. Su padre nunca se volvió a casar. En 1785, su padre se convirtió en príncipe-obispo de Lübeck y, además, fue designado regente del Ducado de Oldemburgo de su primo discapacitado, Pedro Federico Guillermo de Oldemburgo.
De 1788 a 1803, Jorge y su hermano fueron educados en el hogar bajo la supervisión de su padre. Juntos, los dos príncipes estudiaron en la Universidad de Leipzig (1803-1805). De 1805 a 1807 viajaron extensamente por Inglaterra y Escocia.
En el inicio de 1808, cuando fue ocupada Oldemburgo por las tropas de Francia y Holanda, Jorge fue enviado a Rusia para quedarse con sus parientes, de la familia imperial rusa. A su llegada, fue nombrado gobernador de Estonia.

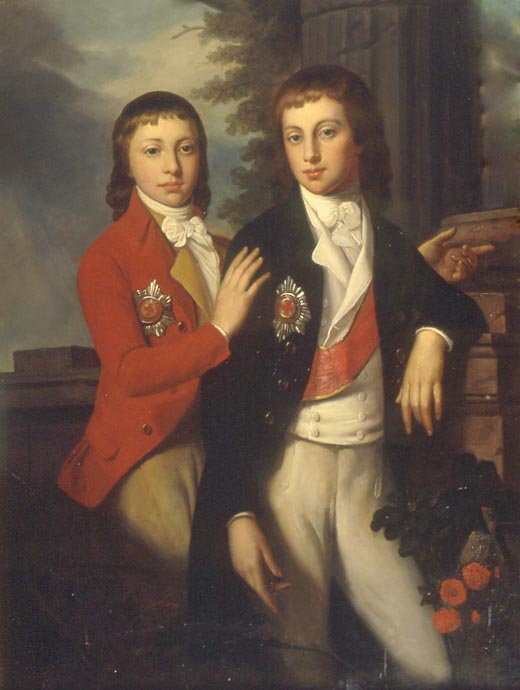
Jorge y su hermano Augusto.

## Matrimonio
El 3 de agosto de 1809, Jorge se casó con la gran duquesa Catalina Pávlovna Románova, la cuarta hija de Pablo I de Rusia y Sofía Dorotea de Wurtemberg y la hermana favorita del emperador Alejandro I de Rusia. Los hechos detrás de su matrimonio comenzaron cuando Napoleón Bonaparte, con la esperanza de lograr una alianza con Rusia, así como un heredero varón, insinuó su deseo de casarse con Catalina después de finalizar su divorcio con Josefina de Beauharnais. Estaba tan horrorizada la familia imperial rusa, que la madre de Catalina inmediatamente arregló el matrimonio con su primo, el duque Jorge. El día en que ocurrió el matrimonio, Jorge recibió el título de Alteza Imperial y fue nombrado gobernador general de las tres provincias centrales de Tver, Yaroslavl y Nóvgorod.
Aunque su matrimonio fue arreglado, era feliz. Catalina fue considerada bella y vivaz y se dedicó a su marido. Como Jorge era el hijo más joven, con pocas perspectivas de heredar el Gran Ducado de Oldemburgo, él y Catalina vivieron en Tver, Rusia. Su familia era conocida en Rusia como los Oldenburgsky.
Tuvieron dos hijos:
- Pedro Jorge Pablo Alejandro (30 de agosto de 1810-16 de noviembre de 1829)
- Constantino Federico Pedro (26 de agosto de 1812-14 de mayo de 1881).

## Vida posterior
El 22 de enero de 1811, Oldemburgo fue anexada por Napoleón Bonaparte. Como Jorge se casó con la hermana del zar Alejandro I, esto fue un gran insulto de parte de Napoleón a los rusos, y fue uno de los muchos agravios que Alejandro I traería en su correspondencia. La familia de Oldemburgo fue devuelto más tarde a su ducado tras la derrota de Napoleón.
Fue nombrado gobernador en el Volga, pero murió de fiebre tifoidea en 1812. Su muerte fue un duro golpe para su esposa, pero ella volvería a casarse con el futuro rey Guillermo I de Wurtemberg en 1816.
Después de su muerte en 1819, sus hijos fueron criados por el hermano de Jorge, el gran duque Augusto, en Oldemburgo.